# ビリー・ミッチェル

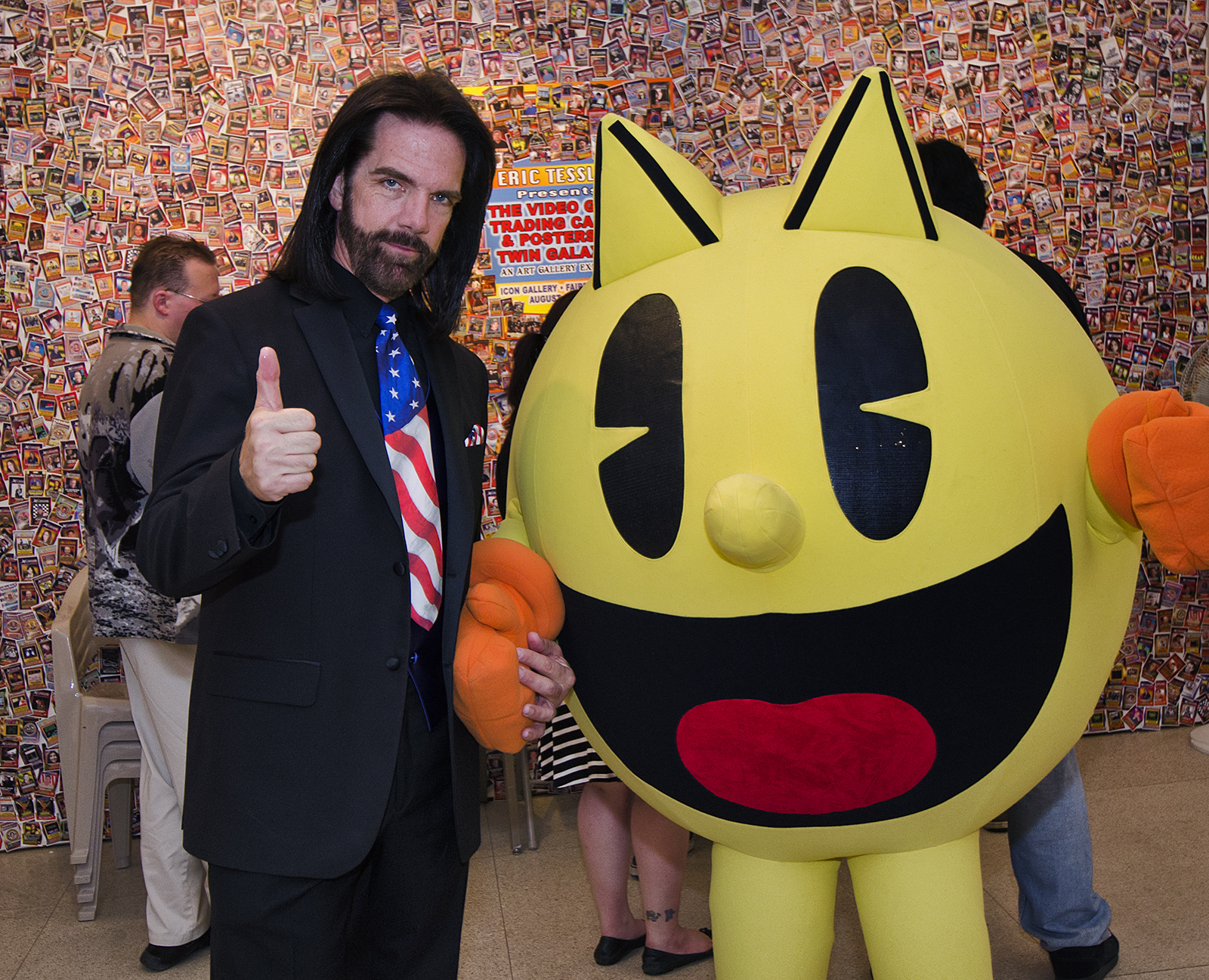
ビリー・ミッチェル
2014年、アイオワ州フェアフィールドのアイコンアートギャラリーで開催された"2014 Twin Galaxies / Walter Day"におけるトレーディングカードイベントにて

ビリー・ミッチェル（英語: Billy Mitchell、1965年7月16日 - ）は、アメリカ合衆国のゲーマー。『パックマン』でパーフェクトゲーム（333万3360点）をはじめて達成したことで知られる。
実業家でもあり、レストランのオーナーである。フロリダ州ウェストン在住。

## 生い立ち
ミッチェルはマサチューセッツ州ホールヨークに生まれ、サウス・フロリダで育った。16歳でゲームを始め、みるみる頭角を現していった。
彼はシャミネード・カトリック高校に通学し、彼の両親のレストランでマネージャーとして働き始めた。そして両親にかわってそのレストランのオーナーとなり、現在に至る。ミッチェルは1990年代の中頃から、カリフォルニア州のメンローパークで、ビデオゲームの検査人としても働き始めた。

## ゲーム界での実績
1984年、バーガータイムで788万1050点をたたき出した。
1999年、ミッチェルは世界で初めてパックマンでパーフェクトゲーム（333万3360点を獲得すること）を達成した。その後、東京で行われたナムコ主催のゲーム大会で、Video Game Players of the Centuryに認定された。また、パーフェクトゲームを達成した最初の人物として、ナムコの創設者である中村雅哉から賞を授与された。
2004年、ドンキーコングJR.で95万7300点をたたき出した。
2006年、MTVはミッチェルをThe 10 Most Influential Video Gamers of All Timeの一人に選出した。
2007年、ドンキーコングで105万200点をたたき出した。
2018年、ドンキーコングにおいて、上記記録を含む計3点の記録がルールに沿っていない（エミュレータによるプレイ）と認定され、ツイン・ギャラクシーズの記録を取り消される。この処分により、彼のドンキーコングの公式最高得点は2004年にプレイした93万3900点となった。同年4月、制裁としてミッチェルによるすべての記録がツイン・ギャラクシーズの記録から削除されることになり、今後を含めてのリーダーボードへの参加を禁止された。この処分を受けて本記録を参照元にしていたギネス世界記録からも削除された。
2020年、ビリーは上記処分のうち、ギネス・ワールドレコーズ社に対して異議の申し立てをしていたところ、エミュレータを使ったとする充分な証拠がないとして、抹消した一連の記録を2020年6月10日付で復活させた。なお、撤回したのはギネス世界記録のみであることに注意。